# Michael Harry
Michael Harry (* 23. Mai 1961 in Risbjerg) ist ein dänischer Curler. 
Sein internationales Debüt hatte Harry bei der Europameisterschaft 1979 in Varese, er blieb aber ohne Medaille. 
1981 gewann er bei der EM in Grindelwald mit der Bronzemedaille sein bisher einziges Edelmetall. 
Harry spielte als Lead der dänischen Mannschaft bei den XV. Olympischen Winterspielen 1988 in Calgary im Curling. Die Mannschaft von Skip Gert Larsen belegte den sechsten Platz.

## Erfolge
- 3. Platz Europameisterschaft 1981